# Дубовое (Амурская область)
Дубо́вое — село в Михайловском районе Амурской области, Россия.
Административный центр Дубовского сельсовета.

## География
Село Дубовое расположено к северу от районного центра Поярково.
Село Дубовое стоит в 6 км восточнее автомобильной дороги областного значения Поярково — Завитинск.
Через село проходит железнодорожная линия Завитая — Поярково.
Расстояние до Поярково — 25 км.
От села Дубовое на восток идёт дорога к селу Привольное.

## Население
| 2002 | 2010 | 2012 | 2013 | 2014 | 2015 | 2016 |
| ---- | ---- | ---- | ---- | ---- | ---- | ---- |
| 424  | ↘358 | ↘347 | ↘330 | ↘322 | ↘311 | ↘304 |
| 2017 | 2018 |      |      |      |      |      |
| ↘303 | ↘302 |      |      |      |      |      |

## Инфраструктура
Станция Дубовое Забайкальской железной дороги.